# Orthotrichia aculeata
Orthotrichia aculeata är en nattsländeart som beskrevs av Wells 1979. Orthotrichia aculeata ingår i släktet Orthotrichia och familjen smånattsländor. Inga underarter finns listade i Catalogue of Life.